# Чепрег
Чепрег (мађ. Csepreg) град је у западној Мађарској. Чепрег је град у оквиру жупаније Ваш.
Град је имао 3.454 становника према подацима из 2008. године.

## Географија
Град Чепрег се налази у крајње западном делу Мађарске, близу границе са Аустријом - 7 km западно од града. Од престонице Будимпеште град је удаљен око 210 km југозападно. Најближи већи град је Ђер, 85 km североисточно од града.
Чепрег се налази на северозападном ободу Панонске низије, у бреговитом подручју. Надморска висина места је око 180 m. Поред града протиче река Репце.

## Галерија
- Средиште Чепрега
- Градска римокатоличка црква
- Дворац у Чепрегу
- Куће у градском језгру